# 와기프 술탄르
와기프 술탄르(VAGİF SULTANLI,1958년 3월 26일~)는 아제르바이잔의 문학 작가, 비평가, 번역가, 언어학 박사, 교수이다.

## 생명
아제르바이잔 작가, 문학 연구자, 번역가 및 저널리스트, 언어학 교수. 그는 쾨네파자르(Köhnebazar) 마을에서 중학교를 졸업했다(1964-1974). 중학교 시절에는 큐르데미르 지역의 음악 학교에서 수업을 받기도 했다(1970-1975). 1981년에 우수 졸업생으로 아제르바이잔 국립 대학교 (현 바쿠 국립 대학교)에서 아제르바이잔어문학을 전공하였다.
졸업 후 이스마일리구에(İsmailli) 칼레직(Kalecik) 마을에서 언어와 문학 교사로 일하기 시작했다. 이후 아제르바이잔 국립대학교 아제르바이잔 문학과에서  "아제르바이잔 극작법에서의 등장인물 문제"(1970-1980) 주제로 석사학위(1984)를, 그리고 “메흐메드 에민 레쉴자데(Mehmed Emin Resulzade)의 생애와 문학활동”(1997)이라는 주제로 박사학위 논문을 발표했다. 1999년부터는 바쿠국립대학교 아제르바이잔 문학사 교수로 재직하고 있다.
그는 사회 문제를 면밀히 다루었고, 1991년에 세계 아제르바이잔학회를 설립했으며, 이 단체의 창립 회장으로 선출되었다. 1995-1998년 사이에는 미국 “아자들륵”(Freedom)과 “아자드 유럽”(Free Europe)라디오 채널의 아제르바이잔 지사에서 문학 프로그램 특파원으로 일했다. 그는 폴란드 “후다페린(Hudaferin)”(1995)과 스웨덴 “아라즈(Araz)”(1996-1997년) 그리고 미국 발송되는 “전 세계의 아제르바이잔인들 (2000-2012)" 잡지에서 편집장으로 일했다. 튀르키예에서 운영되는 키프로스-발칸-유라시아 터키 문학 협회(KİBATEK) 코카서스 지국장이기도 하다.
1999년 9월~10월 사이에는 영국 에든버러대학교의 영국 문헌학과 서양 문화학 분야에서 활동했다. 전 세계의 아제르바이잔인들 회의의 (DAK) 스웨덴(2001), 네덜란드(2002), 독일(2004), 벨기에(2008) 그리고 영국(2010) 의회에서 회의를 주재하기도 했다. 2012년 창설되어 베이징에 본부를 둔 국제 서사시 연구회 (The International Society for Epic Studies) 회원이며, 1995년 하산 베이 제르다비(Hasan bey Zerdabi)상, 2003년 사이프로스-발칸-유라시아 터키 문학회  “국제 터키어 공로상”,  2014년에 이집트 문화부상 , 그리고 2017년 터키어 부활운동협회 우수봉사상을 수상했다.
2018년에는 미국의 국제작가협회 (International Writers Association) 회원으로 선출되었으며, 미국, 영국, 터키, 덴마크, 이집트, 이란, 러시아 등 여러 나라에서 그의 작품이 출간되었다. 아제르바이잔 문학과 문화 등을 대표해 세계 각국에서 열린 국제회의, 심포지엄, 패널, 세미나 등에 참여한 저자는 기혼이며, 슬하에 두 자녀를 두고 있다.

## 문학 활동
매우 일찍부터 문학활동을 시작했지만 1980년에 첫 단편이 “아제르바이잔 여성” 잡지에 출간한 이후부터 그의 단편, 번역, 학술과 예술 기사가 게재되기 시작했다. 저자의 주목할 만한 작품 중 하나인 소설 '죽음의 잠(1982)'에서는 한 묘지를 이장하는 것으로 인한 사회에서의 혼란을 묘사한다. 이러한 혼란에 대한 묘사는 묘지의 내적, 외적 세계를 표현하는 것을 가능하게 한다. 불도저 운전사의 자살로 끝난 이 소설은, 정신적, 도덕적 가치에 대한 대항으로서 죽음을 보여주고자 함을 목표로 삼았다. 현실에 대한 은유 관점에서 쓰여진 소설 "인간의 바다"(1992)는 작가의 창의력을 보여주는 특별한 위치를 차지하고 있다. 80년대에 사형제도를 피해 다른 도시에서 살게 된 주인공을 통해 사회의 도덕과 소외의 문제를 드러내고 있다.
자신만의 스타일로 이야기를 풀어나가는 소설 “사하라 전쟁”(2010) 은 시간의 균열로 미래를 피함으로써 과거를 직시하는 영웅을 다루고 있다. 이 틀에서 사건들을 제시하려고 노력함으로써 작가는 인간과 세계에 대한 철학을 반영할 수 있게 되었다. "사하라 전쟁"은 현대 세계를 지배하는 소외, 무관심, 불필요함 등 도덕적 붕괴와 도덕적 변형의 문제에 대한 이의 정신으로 구분된다.
와기프 술탄르의 "하얀 길", "아침 안개",  “데르비시”, “동굴”, “북극의 밤”, “모국”, “섬”,  “역회전 공격”, “빨간 바퀴”, “애쉬 케이지”, “스트라이프 집”, “크로스 섀도우” 등등 이야기들은 그들만의 언어와 스타일로 선택된다. 그의 "관점", "네바이 굼루", "후마윤" 등의 이야기는 역사에 대한 내용이며, 그는 또한 서정적이고 낭만적인 문체의 작가이기도 하다.

## 학문적 창조성
작가의 예술적이고도 미적인 측면들은, 그의 작가론, 문학 비평과 문학 연구서 “메흐멧 에민 레술자데의 문학 세계”(1993), “진창길의 여객”(1996), “자유의 수평선”(1997), “아제르바이잔 이주 문학”(1998), “문학과 이론의 그림”(2000), “생명의 해방 해안”(2004), “문학적 비판의 학습 관련 문제점”(2007), “독립에 대한 사랑”(2014), “아제르바이잔 문학 비평”(2019) 등을 통해 알 수 있다. 작가는 비평과 문학 연구에 관한 수많은 학술 논문을 발표하였으며, 국제 회의, 심포지엄, 포럼, 세미나에 참여하였다.

## 번역 활동
작가는 번역 활동으로도 무척 유명하며 레샷 누리 귄테킨의 “낙엽”, “분쇄기” 등의 소설과 함께, 세르게이 지토미르스키의 역사소설 “시라쿠줄루 학자”와 에르빈 슈트리트마터, 야로슬라브 하셱, 베리 메리, 쿠스타브, 스톱카 등 이야기들을 아제르바이잔어로 번역했다. 메흐메드 에민 레술자데의 “판투란주의에 대하여"를 러시아어에서 아제르바이잔어로 번역하기도 했다.

## 작품
- 시동이 꺼진 별(긴 이야기 및 단편 소설) - 1988
- 인간의 바다 - 1992
- 메흐멧 에민 레술자데의 문학 세계 (교과서) - 1993
- 진창길의 여객(전공논문) – 1996
- 자유의 수평선(기사계) – 1997
- 아제르바이잔 이주 문학(교과서) – 1998
- 노예 시장(이야기, 세밀화, 수필) – 1999
- 문학과 이론의 그림 - 2000
- 죽음의 꿈(소설, 이야기, 수필) – 2002
- 생명의 해방 해안(대화형 모노그래프) – 2004
- 문학적 비판의 학습 관련 문제점(교과서) – 2007
- 아제르바이잔 문학적 비판(교과서) – 2009
- 무의 계곡(소설, 이야기) – 2010
- 아제르바이잔 문학적 비판 – 최적화됨 – 2 (교과서) – 2012
- 독립의 사랑(논문) – 2014
- 사하라 전쟁(소설) – 2015
- 아제르바이잔 문학적 비판 – 최적화됨 – 3 (교과서) – 2019

## 한국에서 출판된 작품들
- 역류(단편). 한국어로 번역 오은경, “아시아”(서울), 2015, 봄, 36권, 189-196면.
- 현대사회의 평화와 작가들의 사명. 평창 인문 포럼. 신세대 작가들은 자연과 생명과 평화로 가득 찬 세상을 위해, 2018년 1월 19-22일, 서울과 평창, 한국.
- 아제르바이잔 디아스포라 문학의 단계. “유로시안 투르크 학회”, 서울, 12월, 2018, 1권, 57-70면.